# Татары (Кировская область)
Тата́ры — деревня в Кирово-Чепецком районе Кировской области в составе Федяковского сельского поселения.

## География
Расположена на расстоянии примерно 5 км на северо-запад от центра поселения села Шутовщина.

## История
Известна с 1802 года как деревня Мокрецовская с 2 дворами. В 1873 году (Мокрецовская или Татары большие) учтено дворов 6 и жителей 62, в 1905 (Вновь Морецовская или Большие Татары) 14 и 87, в 1926 (Большие Татары) 22 и 102, в 1950 (Татары) 20 и 241, в 1989 167 жителей. 

## Население
Постоянное население составляло 50 человек (русские 90%) в 2002 году, 152 в 2010.